# César Anjo
César Augusto Anjo de Deus (Viseu, 23 de junho de 1890 — Vila de Barba, Santa Comba Dão, 30 de abril de 1959), conhecido por César Anjo, foi um jornalista, escritor e pedagogo que se distinguiu no campo da pedagogia e da promoção da escolarização em Portugal e como opositor à Ditadura Nacional e ao Estado Novo.

## Biografia
Nascido em Viseu, em 1909 formou-se como professor primário na Escola Normal de Coimbra, iniciando nesse ano uma carreira como docente do ensino elementar que o levou a lecionar em diversas escolas do Distrito de Viseu. Em 1919 transitou para a carreira de inspeção escolar, tendo exercido as funções de Inspetor do Círculo Escolar de Santa Comba Dão entre 1919 e 1928. Nesse último ano foi nomeado inspetor da Região Escolar de Viseu funções que exerceu até 1931, ano em que foi suspenso devido à sua adesão ao movimento oposicionista que nesse ano se fez sentir. Foi compulsivamente aposentado em 1934.
A sua atividade política iniciou-se em 1918, quando se filiou no Partido Republicano. Na sequência da turbulência política que se gerou com a ditadura de Sidónio Pais, à qual se opôs, esteve preso na Penitenciária de Coimbra, juntamente com outros republicanos de Santa Comba Dão e de Mortágua. Após o golpe de 28 de maio de 1926, assumiu a oposição à Ditadura Nacional, o que levou a que em 1931 fosse suspenso do exercício das suas funções de inspetor escolar, sendo compulsivamente aposentado em 1934.
Começou a colaborar com a imprensa a partir de 1908, inicialmente no semanário Ecos do Dão. A partir de 1911 passou a colaborar assiduamente no jornal Sul da Beira, de que foi diretor até 1933. Colaborou ainda nos periódicos lisboetas A Capital e O Povo (entre 1916 e 1920) e publicou assiduamente no periódico Federação Escolar (de 1918 a 1925), uma revista especificamente destinada ao professorado primário.
Após a sua suspensão e aposentação compulsiva passou a trabalhar como jornalista, mantendo colaboração regular com vários periódicos, entre os quais, o semanário O Trabalho (1934-1940), Educador (1934-c.1936), Voz da Serra (1940-1949), Gazeta de Coimbra (1941-1948), República (1949-1959), Defesa da Beira (1953-1959), O Despertar (1956-1959) e Folha de Tondela (1957-1959).
No campo literário publicou uma extensa e diversificada obra, a qual inclui ensaios sobre questões de educação, romances e contos. As suas obras mais conhecidas são A Educação do Povo Português (1913), A Educação Moral e Cívica nas Escolas Primárias (1918), Diário da Pátria (1932), Terra Mãe (1949), Erros de Educação (1953) e Coração de Portugal (1957).
O seu nome é lembrado na toponímia de Vila de Barba, na freguesia do Couto do Mosteiro, concelho de Santa Comba Dão. Também é lembrado na toponímia da cidade de Viseu. Foi pai do antifascista Augusto César Rodrigues Anjo (1915 – 1969).